# Calycomyza unicampensis
Calycomyza unicampensis este o specie de muște din genul Calycomyza, familia Agromyzidae, descrisă de Esposito și Prado în anul 1993. Conform Catalogue of Life specia Calycomyza unicampensis nu are subspecii cunoscute.